# سبيرمان
سبيرمان (بالإنجليزية: Spearman)‏ هي مدينة أمريكية تقع في ولاية تكساس.تبلغ مساحة هذه المدينة 5.4 (كم²)،ويبلغ عدد سكانها 3368 نسمة حسب إحصاء سنة 2010 م. تشير إحصاءات سنة 2000م بأن الكثافة السكانية في هذه المدينة تقدر بـ(558.1) نسمة/كم2.

## التركيبة السكانية
حدّد مكتب تعداد الولايات المتحدة بيانات التركيبة السكانية لسبيرمان في تعداد الولايات المتحدة. في ما يلي، التركيبة السكانية حسب تعدادي 2000 و2010.

### تعداد عام 2000
بلغ عدد سكان سبيرمان 3,021 نسمة بحسب تعداد عام 2000، وبلغ عدد الأسر 1,137 أسرة وعدد العائلات 817 عائلة مقيمة في المدينة. في حين سجلت الكثافة السكانية 554.3 نسمة لكل كيلومتر مربع (1,435.6/ميل2). وبلغ عدد الوحدات السكنية 1,278 وحدة بمتوسط كثافة قدره 234.5 لكل كيلومتر مربع (607.4/ميل2).
وتوزع التركيب العرقي للمدينة بنسبة 79.81% من البيض و0.03% من الأمريكيين الأفارقة و0.73% من الأمريكيين الأصليين و0.17% من الأمريكيين ذوي الأصول الآسيوية و17.74% من الأعراق الأخرى و1.52% من عرقين مختلطين أو أكثر و32.11% من الهسبانيون أو اللاتينيون من أي عرق.
بلغ عدد الأسر 1,137 أسرة كانت نسبة 40% منها لديها أطفال تحت سن الثامنة عشر تعيش معهم، وبلغت نسبة الأزواج القاطنين مع بعضهم البعض 61.8% من أصل المجموع الكلي للأسر، ونسبة 6.9% من الأسر كان لديها معيلات من الإناث دون وجود شريك، بينما كانت نسبة 3.2% من الأسر لديها معيلون من الذكور دون وجود شريكة وكانت نسبة 28.1% من غير العائلات. تألفت نسبة 26.1% من أصل جميع الأسر من عدة أفراد يعيشون في نفس المنزل ونسبة 14% كانت تتألف من شخص يعيش بمفرده يبلغ من العمر 65 عاماً أو أكثر. وبلغ متوسط حجم الأسرة المعيشية 2.58، أما متوسط حجم العائلات فبلغ 3.14.
بلغ العمر الوسطي للسكان 36.6 عاماً. وكانت نسبة 28.6% من القاطنين تحت سن الثامنة عشر، وكانت نسبة 6.8% بين الثامنة عشر والرابعة والعشرين عاماً، ونسبة 25.7% كانت واقعةً في الفئة العمرية ما بين الخامسة والعشرين والرابعة والأربعين عاماً، ونسبة 21.7% كانت ما بين الخامسة والأربعين والرابعة والستين، ونسبة 14.3% كانت ضمن فئة الخامسة والستين عاماً فما فوق. يوجد لكل 100 أنثى 94.0 ذكر، ويوجد لكل 100 أنثى في الثامنة عشر من عمرها فما فوق 92.7 ذكر.
بلغ متوسط دخل الأسرة في المدينة 36,163 دولارًا، أما متوسط دخل العائلة فبلغ 42,188 دولارًا. وكان متوسط دخل الذكور 32,031 دولارًا مقابل 17,558 دولارًا للإناث. وسجل دخل الفرد الخاص بالمدينة 16,826 دولارًا. وكانت نسبة 12.5% من العائلات ونسبة 18% من السكان تحت خط الفقر، وكان من هؤلاء نسبة 24.8% تحت سن الثامنة عشر ونسبة 18.6% في الخامسة والستين من العمر وما فوق.

### تعداد عام 2010
بلغ عدد سكان سبيرمان 3,368 نسمة بحسب تعداد عام 2010، وبلغ عدد الأسر 1,180 أسرة وعدد العائلات 883 عائلة مقيمة في المدينة. في حين سجلت الكثافة السكانية 618 نسمة لكل كيلومتر مربع (1,600.6/ميل2). وبلغ عدد الوحدات السكنية 1,344 وحدة بمتوسط كثافة قدره 246.6 لكل كيلومتر مربع (638.7/ميل2).
وتوزع التركيب العرقي للمدينة بنسبة 81.71% من البيض و0.48% من الأمريكيين الأفارقة و1.28% من الأمريكيين الأصليين و0.45% من الأمريكيين ذوي الأصول الآسيوية و13.15% من الأعراق الأخرى و2.94% من عرقين مختلطين أو أكثر و48.40% من الهسبانيون أو اللاتينيون من أي عرق.
بلغ عدد الأسر 1,180 أسرة كانت نسبة 41.6% منها لديها أطفال تحت سن الثامنة عشر تعيش معهم، وبلغت نسبة الأزواج القاطنين مع بعضهم البعض 63% من أصل المجموع الكلي للأسر، ونسبة 8.1% من الأسر كان لديها معيلات من الإناث دون وجود شريك، بينما كانت نسبة 3.7% من الأسر لديها معيلون من الذكور دون وجود شريكة وكانت نسبة 25.2% من غير العائلات. تألفت نسبة 22.7% من أصل جميع الأسر من عدة أفراد يعيشون في نفس المنزل ونسبة 11.2% كانت تتألف من شخص يعيش بمفرده يبلغ من العمر 65 عاماً أو أكثر. وبلغ متوسط حجم الأسرة المعيشية 2.80، أما متوسط حجم العائلات فبلغ 3.31.
بلغ العمر الوسطي للسكان 33.9 عاماً. وكانت نسبة 31.2% من القاطنين تحت سن الثامنة عشر، وكانت نسبة 7.5% بين الثامنة عشر والرابعة والعشرين عاماً، ونسبة 24.7% كانت واقعةً في الفئة العمرية ما بين الخامسة والعشرين والرابعة والأربعين عاماً، ونسبة 22.7% كانت ما بين الخامسة والأربعين والرابعة والستين، ونسبة 13.8% كانت ضمن فئة الخامسة والستين عاماً فما فوق. وتوزع التركيب الجنسي للسكان بنسبة 49.2% ذكور و50.8% إناث.

## أعلام
- ريكس لين